# Puerta de Arganda (metropolitana di Madrid)
Puerta de Arganda è una stazione della linea 9 della metropolitana di Madrid. Si trova nella Calle Lago Míchigan, nel distretto di Vicálvaro.
Si trova in Calle de San Cipriano, nel distretto di Vicálvaro di Madrid, sotto alla stazione di Vicálvaro che dà servizio alle linee C2 e C7 delle Cercanías di Madrid.

## Storia
La stazione sotterranea della metropolitana, inizialmente conosciuta con il nome di Vicálvaro Renfe, venne aperta al pubblico il 1º dicembre 1998.
Durante i primi anni, uno ogni tre o quattro treni provenienti da Herrera Oria passava per la stazione, diretto alla stazione di Arganda del Rey, mentre gli altri treni tornavano indietro, fino a quando venne dato in gestione all'azienda TFM il tratto da Puerta de Arganda ad Arganda del Rey.

## Accessi
Vestibolo Puerta de Arganda
- Terminal de Autobuses Calle Lago Michigan
- Renfe - edificio di accesso piano terra dentro all'edificio di Cercanías
- Renfe - corrispondenza piano interrato